# Grand Prix de Patinação Artística no Gelo de 2013–14

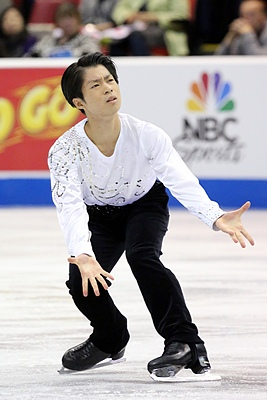
Tatsuki Machida.

O Grand Prix de Patinação Artística no Gelo de 2013–14 foi a décima nona temporada do Grand Prix ISU, uma série de competições de patinação artística no gelo disputada na temporada 2013–14. São distribuídas medalhas em quatro disciplinas, individual masculino e individual feminino, duplas e dança no gelo. Os patinadores ganham pontos com base na sua posição em cada evento e os seis primeiros de cada disciplina são qualificados para competir na final do Grand Prix, realizada em Fukuoka, Japão.
A competição é organizada pela União Internacional de Patinação (em inglês:  International Skating Union), a série Grand Prix começou em 18 de outubro e continuaram até 8 dezembro de 2013.

## Calendário
A ISU anunciou o seguinte calendário de eventos que ocorreram no outono de 2013:
| #     | Evento                             | Localização                 | Data              |
| ----- | ---------------------------------- | --------------------------- | ----------------- |
| 1     | Skate America de 2013              | Detroit, MI, Estados Unidos | 18–20 de outubro  |
| 2     | Skate Canada International de 2013 | Saint John, NB, Canadá      | 25–27 de outubro  |
| 3     | Cup of China de 2013               | Pequim, China               | 1–3 de novembro   |
| 4     | NHK Trophy de 2013                 | Tóquio, Japão               | 8–10 de novembro  |
| 5     | Trophée Éric Bompard de 2013       | Paris, França               | 15–17 de novembro |
| 6     | Rostelecom Cup de 2013             | Moscou, Rússia              | 22–24 de novembro |
| Final | Final do Grand Prix de 2013–14     | Fukuoka, Japão              | 5–8 de dezembro   |

## Medalhistas

### Skate America
| Evento                        | Ouro                                         | Prata                                            | Bronze                                           | Ref   |
| Individual masculino detalhes | Tatsuki Machida · Japão                      | Adam Rippon · Estados Unidos                     | Max Aaron · Estados Unidos                       | [ 2 ] |
| Individual feminino detalhes  | Mao Asada · Japão                            | Ashley Wagner · Estados Unidos                   | Elena Radionova · Rússia                         | [ 3 ] |
| Duplas detalhes               | Tatiana Volosozhar · Maxim Trankov · Rússia  | Kirsten Moore-Towers · Dylan Moscovitch · Canadá | Ksenia Stolbova · Fedor Klimov · Rússia          | [ 4 ] |
| Dança no gelo detalhes        | Meryl Davis · Charlie White · Estados Unidos | Anna Cappellini · Luca Lanotte · Itália          | Maia Shibutani · Alex Shibutani · Estados Unidos | [ 5 ] |

### Skate Canada International
| Evento                        | Ouro                                      | Prata                                 | Bronze                                             | Ref   |
| Individual masculino detalhes | Patrick Chan · Canadá                     | Yuzuru Hanyu · Japão                  | Nobunari Oda · Japão                               | [ 6 ] |
| Individual feminino detalhes  | Julia Lipnitskaia · Rússia                | Akiko Suzuki · Japão                  | Gracie Gold · Estados Unidos                       | [ 7 ] |
| Duplas detalhes               | Stefania Berton · Ondřej Hotárek · Itália | Sui Wenjing · Han Cong · China        | Meagan Duhamel · Eric Radford · Canadá             | [ 8 ] |
| Dança no gelo detalhes        | Tessa Virtue · Scott Moir · Canadá        | Kaitlyn Weaver · Andrew Poje · Canadá | Madison Hubbell · Zachary Donohue · Estados Unidos | [ 9 ] |

### Cup of China
| Evento                        | Ouro                                         | Prata                                        | Bronze                                      | Ref    |
| Individual masculino detalhes | Yan Han · China                              | Maxim Kovtun · Rússia                        | Takahiko Kozuka · Japão                     | [ 10 ] |
| Individual feminino detalhes  | Anna Pogorilaya · Rússia                     | Adelina Sotnikova · Rússia                   | Carolina Kostner · Itália                   | [ 11 ] |
| Duplas detalhes               | Aliona Savchenko · Robin Szolkowy · Alemanha | Pang Qing · Tong Jian · China                | Peng Cheng · Zhang Hao · China              | [ 12 ] |
| Dança no gelo detalhes        | Nathalie Péchalat · Fabian Bourzat · França  | Ekaterina Bobrova · Dmitri Soloviev · Rússia | Madison Chock · Evan Bates · Estados Unidos | [ 13 ] |

### NHK Trophy
| Evento                        | Ouro                                         | Prata                                   | Bronze                                           | Ref    |
| Individual masculino detalhes | Daisuke Takahashi · Japão                    | Nobunari Oda · Japão                    | Jeremy Abbott · Estados Unidos                   | [ 14 ] |
| Individual feminino detalhes  | Mao Asada · Japão                            | Elena Radionova · Rússia                | Akiko Suzuki · Japão                             | [ 15 ] |
| Duplas detalhes               | Tatiana Volosozhar · Maxim Trankov · Rússia  | Peng Cheng · Zhang Hao · China          | Sui Wenjing · Han Cong · China                   | [ 16 ] |
| Dança no gelo detalhes        | Meryl Davis · Charlie White · Estados Unidos | Anna Cappellini · Luca Lanotte · Itália | Maia Shibutani · Alex Shibutani · Estados Unidos | [ 17 ] |

### Trophée Éric Bompard
| Evento                        | Ouro                               | Prata                                      | Bronze                                         | Ref    |
| Individual masculino detalhes | Patrick Chan · Canadá              | Yuzuru Hanyu · Japão                       | Jason Brown · Estados Unidos                   | [ 18 ] |
| Individual feminino detalhes  | Ashley Wagner · Estados Unidos     | Adelina Sotnikova · Rússia                 | Anna Pogorilaya · Rússia                       | [ 19 ] |
| Duplas detalhes               | Pang Qing · Tong Jian · China      | Meagan Duhamel · Eric Radford · Canadá     | Caydee Denney · John Coughlin · Estados Unidos | [ 20 ] |
| Dança no gelo detalhes        | Tessa Virtue · Scott Moir · Canadá | Elena Ilinykh · Nikita Katsalapov · Rússia | Nathalie Péchalat · Fabian Bourzat · França    | [ 21 ] |

### Rostelecom Cup
| Evento                        | Ouro                                         | Prata                                  | Bronze                                           | Ref    |
| Individual masculino detalhes | Tatsuki Machida · Japão                      | Maxim Kovtun · Rússia                  | Javier Fernández · Espanha                       | [ 22 ] |
| Individual feminino detalhes  | Julia Lipnitskaia · Rússia                   | Carolina Kostner · Itália              | Mirai Nagasu · Estados Unidos                    | [ 23 ] |
| Duplas detalhes               | Aliona Savchenko · Robin Szolkowy · Alemanha | Vera Bazarova · Yuri Larionov · Rússia | Kirsten Moore-Towers · Dylan Moscovitch · Canadá | [ 24 ] |
| Dança no gelo detalhes        | Ekaterina Bobrova · Dmitri Soloviev · Rússia | Kaitlyn Weaver · Andrew Poje · Canadá  | Madison Chock · Evan Bates · Estados Unidos      | [ 25 ] |

### Final do Grand Prix
| Evento                        | Ouro                                         | Prata                                       | Bronze                                      | Ref    |
| Individual masculino detalhes | Yuzuru Hanyu · Japão                         | Patrick Chan · Canadá                       | Nobunari Oda · Japão                        | [ 26 ] |
| Individual feminino detalhes  | Mao Asada · Japão                            | Julia Lipnitskaia · Rússia                  | Ashley Wagner · Estados Unidos              | [ 27 ] |
| Duplas detalhes               | Aliona Savchenko · Robin Szolkowy · Alemanha | Tatiana Volosozhar · Maxim Trankov · Rússia | Pang Qing · Tong Jian · China               | [ 28 ] |
| Dança no gelo detalhes        | Meryl Davis · Charlie White · Estados Unidos | Tessa Virtue · Scott Moir · Canadá          | Nathalie Péchalat · Fabian Bourzat · França | [ 29 ] |

## Qualificação
|  | Patinadores qualificados para a Final do Grand Prix |
|  | Substitutos                                         |

### Individual masculino
| Classificação | Classificação          | Classificação | Classificação | Classificação | Classificação | Classificação | Classificação | Classificação | Classificação |
| Pos.          | Nome                   | USA           | CAN           | CHN           | JPN           | FRA           | RUS           | Total         |               |
| ------------- | ---------------------- | ------------- | ------------- | ------------- | ------------- | ------------- | ------------- | ------------- | ------------- |
| 1             | CAN Patrick Chan       | –             | 15            | –             | –             | 15            | –             | 30            |               |
| 2             | JPN Tatsuki Machida    | 15            | –             | –             | –             | –             | 15            | 30            |               |
| 3             | JPN Yuzuru Hanyu       | –             | 13            | –             | –             | 13            | –             | 26            |               |
| 4             | RUS Maxim Kovtun       | –             | –             | 13            | –             | –             | 13            | 26            |               |
| 5             | JPN Daisuke Takahashi  | 9             | –             | –             | 15            | –             | –             | 24            |               |
| 6             | CHN Han Yan            | –             | –             | 15            | –             | 9             | –             | 24            |               |
| 7             | JPN Nobunari Oda       | –             | 11            | –             | 13            | –             | –             | 24            |               |
| 8             | USA Adam Rippon        | 13            | –             | –             | 9             | –             | –             | 22            |               |
| 9             | USA Jason Brown        | 7             | –             | –             | –             | 11            | –             | 18            |               |
| 10            | ESP Javier Fernández   | –             | –             | –             | 7             | –             | 11            | 18            |               |
| 11            | JPN Takahiko Kozuka    | 5             | –             | 11            | –             | –             | –             | 16            |               |
| 12            | USA Jeremy Abbott      | –             | 5             | –             | 11            | –             | –             | 16            |               |
| 13            | CZE Michal Brezina     | –             | 9             | –             | –             | 7             | –             | 16            |               |
| 14            | USA Max Aaron          | 11            | –             | –             | 4             | –             | –             | 15            |               |
| 15            | USA Richard Dornbush   | –             | –             | 7             | –             | –             | 7             | 14            |               |
| 16            | RUS Konstantin Menshov | –             | –             | –             | 3             | –             | 9             | 12            |               |
| 17            | KAZ Denis Ten          | –             | –             | 9             | –             | –             | –             | 9             |               |
| 18            | FRA Florent Amodio     | –             | –             | 5             | –             | 4             | –             | 9             |               |
| 19            | RUS Artur Gachinski    | 3             | –             | –             | –             | –             | 5             | 8             |               |
| 20            | CHN Nan Song           | –             | –             | 3             | –             | 5             | –             | 8             |               |
| 21            | GER Peter Liebers      | –             | –             | 4             | –             | –             | 4             | 8             |               |
| 22            | USA Joshua Farris      | –             | 7             | –             | –             | –             | 0             | 7             |               |
| 23            | SWE Alexander Majorov  | 4             | –             | –             | –             | 3             | –             | 7             |               |
| 24            | JPN Takahito Mura      | –             | 0             | –             | 5             | –             | –             | 5             |               |
| 25            | CAN Elladj Balde       | –             | 4             | –             | –             | –             | –             | 4             |               |
| 26            | CAN Andrei Rogozine    | –             | 3             | –             | –             | –             | –             | 3             |               |
| 27            | UZB Misha Ge           | –             | –             | –             | –             | –             | 3             | 3             |               |
| 28            | RUS Sergei Voronov     | –             | –             | –             | 0             | –             | –             | 0             |               |
| 29            | USA Ross Miner         | –             | 0             | –             | –             | –             | –             | 0             |               |
| 30            | CHN Yi Wang            | –             | –             | 0             | –             | –             | –             | 0             |               |

### Individual feminino
| Classificação | Classificação              | Classificação | Classificação | Classificação | Classificação | Classificação | Classificação | Classificação | Classificação |
| Pos.          | Nome                       | USA           | CAN           | CHN           | JPN           | FRA           | RUS           | Total         |               |
| ------------- | -------------------------- | ------------- | ------------- | ------------- | ------------- | ------------- | ------------- | ------------- | ------------- |
| 1             | JPN Mao Asada              | 15            | –             | –             | 15            | –             | –             | 30            |               |
| 2             | RUS Julia Lipnitskaia      | –             | 15            | –             | –             | –             | 15            | 30            |               |
| 3             | USA Ashley Wagner          | 13            | –             | –             | –             | 15            | –             | 28            |               |
| 4             | RUS Anna Pogorilaya        | –             | –             | 15            | –             | 11            | –             | 26            |               |
| 5             | RUS Adelina Sotnikova      | –             | –             | 13            | –             | 13            | –             | 26            |               |
| 6             | RUS Elena Radionova        | 11            | –             | –             | 13            | –             | –             | 24            |               |
| 7             | JPN Akiko Suzuki           | –             | 13            | –             | 11            | –             | –             | 24            |               |
| 8             | ITA Carolina Kostner       | –             | –             | 11            | –             | –             | 13            | 24            |               |
| 9             | USA Gracie Gold            | –             | 11            | –             | 9             | –             | –             | 20            |               |
| 10            | RUS Elizaveta Tuktamysheva | 9             | –             | –             | –             | –             | 9             | 18            |               |
| 11            | USA Samantha Cesario       | 7             | –             | –             | –             | 9             | –             | 16            |               |
| 12            | USA Mirai Nagasu           | –             | –             | –             | 3             | –             | 11            | 14            |               |
| 13            | JPN Satoko Miyahara        | –             | –             | –             | 7             | –             | 7             | 14            |               |
| 14            | JPN Kanako Murakami        | –             | –             | 9             | –             | –             | 4             | 13            |               |
| 15            | USA Christina Gao          | –             | 9             | –             | –             | 3             | –             | 12            |               |
| 16            | FRA Mae Berenice Meite     | 5             | –             | –             | –             | 7             | –             | 12            |               |
| 17            | CAN Amelie Lacoste         | –             | 7             | –             | –             | 5             | –             | 12            |               |
| 18            | RUS Nikol Gosviani         | –             | –             | 7             | –             | –             | 3             | 10            |               |
| 19            | ITA Valentina Marchei      | 4             | –             | –             | 5             | –             | –             | 9             |               |
| 20            | USA Agnes Zawadzki         | –             | –             | 4             | –             | –             | 5             | 9             |               |
| 21            | SWE Viktoria Helgesson     | 3             | –             | –             | –             | 4             | –             | 7             |               |
| 22            | JPN Haruka Imai            | –             | –             | 5             | –             | –             | 0             | 5             |               |
| 23            | USA Courtney Hicks         | –             | 5             | –             | –             | –             | –             | 5             |               |
| 24            | UKR Natalia Popova         | –             | 4             | –             | –             | 0             | –             | 4             |               |
| 25            | RUS Alena Leonova          | –             | –             | –             | 4             | –             | –             | 4             |               |
| 26            | CHN Kexin Zhang            | –             | –             | 3             | –             | –             | –             | 3             |               |
| 27            | CAN Veronik Mallet         | –             | 3             | –             | –             | –             | –             | 3             |               |
| 28            | GEO Elene Gedevanishvili   | 0             | –             | –             | 0             | –             | –             | 0             |               |
| 29            | CHN Xiaowen Guo            | –             | –             | 0             | –             | –             | –             | 0             |               |
| 30            | CHN Zijun Li               | –             | –             | 0             | –             | –             | –             | 0             |               |
| 31            | USA Caroline Zhang         | 0             | –             | –             | –             | –             | –             | 0             |               |
| 32            | CAN Kaetlyn Osmond         | –             | 0             | –             | –             | –             | –             | 0             |               |

### Duplas
| Classificação | Classificação                               | Classificação | Classificação | Classificação | Classificação | Classificação | Classificação | Classificação | Classificação |
| Pos.          | Nome                                        | USA           | CAN           | CHN           | JPN           | FRA           | RUS           | Total         |               |
| ------------- | ------------------------------------------- | ------------- | ------------- | ------------- | ------------- | ------------- | ------------- | ------------- | ------------- |
| 1             | RUS Tatiana Volosozhar / Maxim Trankov      | 15            | –             | –             | 15            | –             | –             | 30            |               |
| 2             | GER Aliona Savchenko / Robin Szolkowy       | –             | –             | 15            | –             | –             | 15            | 30            |               |
| 3             | CHN Qing Pang / Jian Tong                   | –             | –             | 13            | –             | 15            | –             | 28            |               |
| 4             | CAN Kirsten Moore-Towers / Dylan Moscovitch | 13            | –             | –             | –             | –             | 11            | 24            |               |
| 5             | CAN Meagan Duhamel / Eric Radford           | –             | 11            | –             | –             | 13            | –             | 24            |               |
| 6             | CHN Cheng Peng / Hao Zhang                  | –             | –             | 11            | 13            | –             | –             | 24            |               |
| 7             | CHN Wenjing Sui / Cong Han                  | –             | 13            | –             | 11            | –             | –             | 24            |               |
| 8             | ITA Stefania Berton / Ondrej Hotarek        | 7             | 15            | –             | –             | –             | –             | 22            |               |
| 9             | RUS Vera Bazarova / Yuri Larionov           | –             | –             | –             | –             | 9             | 13            | 22            |               |
| 10            | RUS Ksenia Stolbova / Fedor Klimov          | 11            | –             | –             | –             | –             | 9             | 20            |               |
| 11            | USA Caydee Denney / John Coughlin           | 9             | –             | –             | –             | 11            | –             | 20            |               |
| 12            | USA Marissa Castelli / Simon Shnapir        | 5             | –             | –             | 9             | –             | –             | 14            |               |
| 13            | CAN Paige Lawrence / Rudi Swiegers          | –             | 9             | –             | 5             | –             | –             | 14            |               |
| 14            | USA Haven Denney / Brandon Frazier          | –             | 7             | –             | 7             | –             | –             | 14            |               |
| 15            | USA Alexa Scimeca / Chris Knierim           | –             | –             | 7             | –             | –             | 5             | 12            |               |
| 16            | CHN Xuehan Wang / Lei Wang                  | –             | –             | 9             | –             | –             | –             | 9             |               |
| 17            | RUS Julia Antipova / Nodari Maisuradze      | –             | –             | –             | –             | –             | 7             | 7             |               |
| 18            | FRA Vanessa James / Morgan Cipres           | –             | –             | –             | –             | 7             | –             | 7             |               |
| 19            | USA Felicia Zhang / Nathan Bartholomay      | 0             | –             | 5             | –             | –             | –             | 5             |               |
| 20            | USA Lindsay Davis / Rockne Brubaker         | –             | 5             | –             | –             | –             | 0             | 5             |               |
| 21            | CAN Natasha Purich / Mervin Tran            | –             | –             | –             | –             | 5             | –             | 5             |               |
| 22            | RUS Anastasia Martiusheva / Alexei Rogonov  | –             | –             | 0             | 0             | –             | –             | 0             |               |
| 23            | GER Annabelle Prölss / Ruben Blommaert      | –             | –             | –             | –             | 0             | –             | 0             |               |
| 24            | GER Mari Vartmann / Aaron Van Cleave        | –             | 0             | –             | –             | –             | –             | 0             |               |
| 25            | CAN Margaret Purdy / Michael Marinaro       | 0             | 0             | –             | –             | –             | –             | 0             |               |
| 26            | JPN Narumi Takahashi / Ryuichi Kihara       | –             | –             | –             | 0             | –             | 0             | 0             |               |
| 27            | ITA Nicole Della Monica / Matteo Guarise    | –             | –             | –             | –             | 0             | –             | 0             |               |
| 28            | FRA Daria Popova / Bruno Massot             | –             | –             | 0             | –             | –             | –             | 0             |               |

### Dança no gelo
| Classificação | Classificação                               | Classificação | Classificação | Classificação | Classificação | Classificação | Classificação | Classificação | Classificação |
| Pos.          | Nome                                        | USA           | CAN           | CHN           | JPN           | FRA           | RUS           | Total         |               |
| ------------- | ------------------------------------------- | ------------- | ------------- | ------------- | ------------- | ------------- | ------------- | ------------- | ------------- |
| 1             | USA Meryl Davis / Charlie White             | 15            | –             | –             | 15            | –             | –             | 30            |               |
| 2             | CAN Tessa Virtue / Scott Moir               | –             | 15            | –             | –             | 15            | –             | 30            |               |
| 3             | RUS Ekaterina Bobrova / Dmitri Soloviev     | –             | –             | 13            | –             | –             | 15            | 28            |               |
| 4             | FRA Nathalie Pechalat / Fabian Bourzat      | –             | –             | 15            | –             | 11            | –             | 26            |               |
| 5             | CAN Kaitlyn Weaver / Andrew Poje            | –             | 13            | –             | –             | –             | 13            | 26            |               |
| 6             | ITA Anna Cappellini / Luca Lanotte          | 13            | –             | –             | 13            | –             | –             | 26            |               |
| 7             | RUS Elena Ilinykh / Nikita Katsalapov       | –             | –             | –             | 9             | 13            | –             | 22            |               |
| 8             | USA Maia Shibutani / Alex Shibutani         | 11            | –             | –             | 11            | –             | –             | 22            |               |
| 9             | USA Madison Chock / Evan Bates              | –             | –             | 11            | –             | –             | 11            | 22            |               |
| 10            | USA Madison Hubbell / Zachary Donohue       | 9             | 11            | –             | –             | –             | –             | 20            |               |
| 11            | RUS Ekaterina Riazanova / Ilia Tkachenko    | –             | 9             | –             | –             | –             | 9             | 18            |               |
| 12            | GER Nelli Zhiganshina / Alexander Gazsi     | –             | 5             | –             | –             | 9             | –             | 14            |               |
| 13            | FRA Pernelle Carron / Lloyd Jones           | 5             | –             | 9             | –             | –             | –             | 14            |               |
| 14            | RUS Ksenia Monko / Kirill Khaliavin         | –             | –             | –             | –             | 5             | 7             | 12            |               |
| 15            | CAN Piper Gilles / Paul Poirier             | –             | –             | –             | 7             | –             | 5             | 12            |               |
| 16            | JPN Cathy Reed / Chris Reed                 | 7             | –             | –             | 5             | –             | –             | 12            |               |
| 17            | FRA Gabriella Papadakis / Guillaume Cizeron | –             | –             | –             | –             | 7             | 0             | 7             |               |
| 18            | CAN Alexandra Paul / Mitchell Islam         | –             | 7             | –             | –             | –             | –             | 7             |               |
| 19            | USA Alexandra Aldridge / Daniel Eaton       | –             | –             | 7             | –             | –             | –             | 7             |               |
| 20            | CHN Xiaoyang Yu / Chen Wang                 | –             | –             | 5             | –             | –             | –             | 5             |               |
| 21            | LTU Isabella Tobias / Deividas Stagniunas   | 0             | –             | –             | –             | –             | –             | 0             |               |
| 22            | ITA Charlene Guignard / Marco Fabbri        | –             | 0             | –             | –             | –             | –             | 0             |               |
| 23            | GER Tanja Kolbe / Stefano Caruso            | –             | –             | –             | 0             | –             | –             | 0             |               |
| 24            | GBR Penny Coomes / Nicholas Buckland        | –             | –             | –             | –             | 0             | –             | 0             |               |
| 25            | CHN Yiyi Zhang / Nan Wu                     | –             | –             | 0             | –             | –             | –             | 0             |               |
| 26            | AZE Julia Zlobina / Alexei Sitnikov         | 0             | –             | –             | –             | –             | –             | 0             |               |
| 27            | RUS Alexandra Stepanova / Ivan Bukin        | –             | 0             | –             | –             | –             | –             | 0             |               |
| 28            | RUS Victoria Sinitsina / Ruslan Zhiganshin  | –             | –             | –             | 0             | –             | –             | 0             |               |
| 29            | UKR Siobhan Heekin-canedy / Dmitri Dun      | –             | –             | –             | –             | –             | 0             | 0             |               |
| 30            | CAN Nicole Orford / Thomas Williams         | –             | –             | –             | –             | 0             | –             | 0             |               |
| 31            | CHN Xintong Huang / Xun Zheng               | –             | –             | 0             | –             | –             | –             | 0             |               |

## Quadro de medalhas
| Ordem | País           | Medalha de ouro | Medalha de prata | Medalha de bronze |    | Ordem por total |
| ----- | -------------- | --------------- | ---------------- | ----------------- | -- | --------------- |
| 1     | Japão          | 7               | 4                | 4                 | 15 | 3               |
| 2     | Rússia         | 6               | 10               | 3                 | 19 | 1               |
| 3     | Canadá         | 4               | 6                | 2                 | 12 | 4               |
| 4     | Estados Unidos | 4               | 2                | 12                | 18 | 2               |
| 5     | Alemanha       | 3               |                  |                   | 3  | 7               |
| 6     | China          | 2               | 3                | 3                 | 8  | 5               |
| 7     | Itália         | 1               | 3                | 1                 | 5  | 6               |
| 8     | França         | 1               |                  | 2                 | 3  | 7               |
| 9     | Espanha        |                 |                  | 1                 | 1  | 9               |
| TOTAL | TOTAL          | 28              | 28               | 28                | 84 | —               |